# 478. п. н. е.

## Догађаји
- Атињани заузели Византион